# Поток Винии
Поток Винии (лат. Winia Fluctus) — область, покрытая застывшими потоками на поверхности самого большого спутника Сатурна — Титана.

## География и геология
Координаты — 49° с. ш. 46° з. д. / 49° с. ш. 46° з. д.. Максимальный размер — 300 км. К востоку от него находится поток Роэ, а на западе — макула Полели. Поток Винии был обнаружен на снимках с космического аппарата «Кассини».

## Эпоним
Назван в честь Винии — первой индонезийской женщины, известной своей красотой. Название было утверждено Международным астрономическим союзом в 2007 году.